# Tarita Teriipia
Tarita Teriipia (ur. 29 grudnia 1941 na Bora-Bora) – francuska aktorka filmowa.

## Filmografia
- 1962: Bunt na Bounty jako Maimiti

## Nagrody i nominacje
Za rolę Maimiti w filmie Bunt na Bounty została nominowana do nagrody Złotego Globu.